# Завод за вредновање квалитета образовања и васпитања
Завод за вредновање квалитета образовања и васпитања је стручна и референтна институција Републике Србије која се бави евалуацијом образовања и васпитања и даје препоруке за успостављање и обезбеђивање система квалитета образовања и васпитања. Кључне активности Завода су дефинисање стандарда у образовању, вредновање образовања и обука учесника у систему образовања. Седиште завода се налази у Фабрисовој улици број 10 у Београду. Вршилац дужности директора је Бранислав Ранђеловић.

## Оснивање и надлежност
Завод за вредновање квалитета образовања и васпитања основан је Одлуком о оснивању Завода за вредновање квалитета образовања и васпитања Владе Републике Србије, ради обављања развојних, саветодавних, истраживачких и других послова у предшколском, основном и средњем образовању и васпитању.
Надлежности Завода су прописане Законом о основама система образовања и васпитања, у коме је у члану 22. наведено да Завод обавља стручне послове у области праћења и вредновања степена остварености циљева образовања и васпитања, стандарда постигнућа по нивоима и врстама образовања. Завод обавља стручне послове који се, нарочито, односе на:
- припрему: општих и посебних стандарда постигнућа, стандарда квалитета рада установа, посебних стандарда постигнућа у основном, општем средњем и уметничком образовању и васпитању, програма завршног испита у основном и матурских испита у општем средњем и уметничком образовању и васпитању, инструмената завршног испита у основном образовању и васпитању, опште и уметничке матуре у општем средњем и уметничком образовању и васпитању, обраду и анализу резултата испита;
- вредновање огледа;
- вредновање рада установа;
- обављање међународних истраживања, националних испитивања и праћење ученичких постигнућа;
- пружање стручне подршке Министарству просвете и науке и надлежним саветима по питању осигурања квалитета и прикупљања и обраде података;
- пружање стручне подршке установама у погледу праћења и вредновања степена остварености циљева, општих и посебних стандарда постигнућа ученика и самовредновања установа; припремање материјала за испитивање и оцењивање ученика, стручних препорука за прилагођавање посебних стандарда;
- праћење усаглашености система вредновања и осигурања квалитета образовања и васпитања са системима вредновања и осигурања квалитета образовања и васпитања европских земаља;
- друге послове у складу са Законом, актом о оснивању и статутом.

## Организациона структура
За остваривање квалитета, Правилником о унутрашњој организацији и систематизацији радних места у Заводу за вредновање квалитета образовања и васпитања систематизовано је 60 радних места. У оквиру Правилника дефинисани су послови, одговорности, овлашћења, компетенције и правни захтеви за свако радно место. У оквиру Завода постоје четири веће организационе јединице – центра:
- Центар за испите
- Центар за осигурање квалитета рада установа
- Центар за међународна, национална испитивања и развојно-истраживачке послове
- Центар за образовну технологију